# Aedes chrysolineatus
Aedes chrysolineatus är en tvåvingeart som först beskrevs av Theobald 1907.  Aedes chrysolineatus ingår i släktet Aedes och familjen stickmyggor. Inga underarter finns listade i Catalogue of Life.